# Dobos Ilona
Dobos Ilona, házasságkötése után 1966-ig S. Dobos Ilona (Nagyszőlős, 1922. május 7. – Budapest, 1993. július 2.) néprajzkutató, tagja volt az International Society for Folk-Narrative Research társaságnak, tudományos munkái az Etnographia folyóiratban is megjelentek. Munkássága során több mint ötezer népmesét, valamint több száz történeti mondát gyűjtött össze.

## Élete és pályafutása
Szülei szatmári származásúak voltak, édesapját adóhivatalnokként helyezték Kárpátaljára, Dobos Ilona itt született, Nagyszőlősönm gyermekkorát kilencéves koráig Szolyván töltötte. Édesanyjának tanítói oklevele volt. A család az 1930-as évektől a második világháború végéig Munkácson élt, majd Budapestre került dolgozni, titkárnői illetve adminisztrátori munkaköröket töltött be a Magyar Ifjúság Kiadónál (1945), a Sarló Kiadónál (1946), a Magyar Olajipari Vállalatnál (1946–1948) és a Magyar Munkásmozgalmi Intézetnél (1949–1951). A Magyar ifjúság Kiadónál ismerkedett meg Sándor András íróval, akihez 1948-ban férjhez ment. 1951-ben beiratkozott az Eötvös Loránd Tudományegyetemre művészettörténet szakra, de nem járt be, végül 1964-ben történelem szakos tanárként diplomázott, 1968-ban bölcsészdoktori oklevelet szerzett, majd 1977-ben megkapta a néprajztudomány kandidátusa címet.
1951-ben férjével Dunaújvárosba költöztek, ahol a Sztálinvárosi Állami Múzeumban (ma Intercisa Múzeum) lett helytörténész, az épülő város történetét kellett volna lejegyeznie. Ekkor kezdett el igazán foglalkozni a néprajzzal, mesék, mondák, igaz történetek, élettörténetek gyűjtésével. 1958-ban megjelent első könyve  Szegény ember vízzel főz címmel. 1956-ban férjét négy év börtönre ítélték, emiatt Dobos Ilona kérte az áthelyezését a Néprajzi Múzeum könyvtárába. 1976-ban nyugdíjazták, de néprajzi tevékenységét tovább folytatta, rádióműsorokban szerepelt, folyóiratokban, újságokban publikált.
Voigt Vilmos szerint „Dobos Ilona legnagyobb érdeme a magyar folklorisztika számára abban áll, hogy új, eleven, városi műfajokat derített fel. Egy átmeneti korszakban is megtalálta annak a módját, hogy gyűjtse a talán soha el nem múló folklórt.”

## Könyvei
- Szegény ember vízzel főz. Budapest: Magvető Könyvkiadó (1958)
- Egy somogyi parasztcsalád meséi. Budapest: Akadémiai Kiadó (1962)
- Tarcal története a szóhagyományban. Budapest: Akadémiai Kiadó (1971)
- Áldozatok. Budapest: Kozmosz Könyvek (1981). ISBN 963-211-401-9
- Gyémántkígyó. Ordódy József és Kovács Károly meséi. Budapest: Szépirodalmi Könyvkiadó (1981). ISBN 963-1537-0
- Egy folklórgyűjtő feljegyzései. Budapest: Kozmosz Könyvek (1984). ISBN 963-211-559-7
- Paraszti szájhagyomány, városi szóbeliség. Budapest: Gondolat Könyvkiadó (1986). ISBN 963-281-621-8
- Bodrogkeresztúri mesék és mondák. Budapest: Akadémiai Kiadó (1988). ISBN 963-05-4616-7